# Kilimanjaro Nationalpark
Kilimanjaro Nationalpark er en nationalpark beliggende nord for byen Moshi, i den nordøstlige del af Tanzania. Den ligger på og omkring bjerget Kilimanjaro, der er Afrikas højeste bjerg – og dækker et område på 753 km².
Fra omkring 1910 blev Kilimanjaro og de omkringliggende skove fredet som vildtreservat af den tyske koloniadministration. I 1921 blev det fredet som naturreservat. I 1973 blev den del af bjerget som er over trægrænsen (~2.700 moh.) givet nationalparkstatus, og blev åbnet for publikum i 1977. Parken fik verdensarvstatus i 1987
Nationalparken ligger fra 1.830 moh. til Kilimanjaros top på 5.895 moh. Ud over at tage vare på selve bjerget som naturområde, omfatter beskyttelsen flere endemiske plantearter og truede dyrearter.

## Eksterne kilder og henvisninger
- UNEP World Conservation Monitoring Centre: conservation status med omfattende biologiske data
- Kilimanjaro Topographic GPS Map Arkiveret 24. december 2007 hos  Wayback Machine

- Wikimedia Commons har flere filer relateret til Kilimanjaro Nationalpark

3°04′S 37°22′Ø / 3.067°S 37.367°Ø